# تپه دوداشی ۲
تپه دوداشی ۲ مربوط به دوره اشکانیان - دوره ساسانیان - سده‌های میانه و متاخر دوران‌های تاریخی پس از اسلام است و در شهرستان مراغه، بخش مرکزی، دهستان قره ناز، روستای خانقاه تپه دو داشی ۲ واقع شده و این اثر در تاریخ ۳۰ بهمن ۱۳۸۶ با شمارهٔ ثبت ۲۱۰۸۵ به‌عنوان یکی از آثار ملی ایران به ثبت رسیده است.